# 20526 Bathompson
A 20526 Bathompson (ideiglenes jelöléssel 1999 RZ45) a Naprendszer kisbolygóövében található aszteroida. A LINEAR projekt keretében fedezték fel 1999. szeptember 7-én.